# Lilium amoenum
Lilium amoenum là một loài thực vật có hoa trong họ Liliaceae. Loài này được E.H.Wilson ex Sealy miêu tả khoa học đầu tiên năm 1949.